# A73 road
Die A73 road (englisch für Straße A73) ist eine 61,3 km lange, nicht als Primary route ausgewiesene Straße in Schottland, die Abington mit Cumbernauld verbindet.

## Verlauf

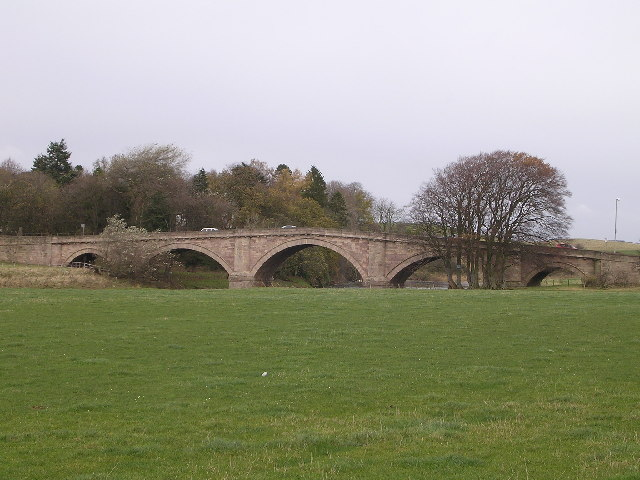
Hyndford Bridge (Aufnahme 2005)

Die Straße beginnt im Süden am Anschluss junction 13 des M74 motorway/A74(M) motorway und verläuft zunächst gemeinsam mit der als Primary route ausgewiesenen A702 road nach Nordnordosten, trennt sich aber nach rund 2 km von dieser, trifft bei Symington auf die A72 road und wendet sich nach Nordwesten. In Hyndford Bridge kreuzt die A70 road und der River Clyde wird überschritten. Die A73 führt weiter nach Lanark. Dort trennt sich die A72 wieder, während die A73 nordwestlich nach Carluke und Newmains führt, wo die A71 road kreuzt. Südlich von Chapelhall quert die Straße den M8 motorway bei dessen Anschluss junction 6. In Airdrie kreuzt sie die A89 road. Bei Cumbernauld endet sie am M80 motorway.